# Archidiocèse de Bordeaux
L'archidiocèse de Bordeaux (en latin : archidioecesis Burdigalensis ; en occitan : archidiocèsi de Bordèu) est une Église particulière de l'Église catholique de France, dont le siège se trouve à Bordeaux.
Les diocèses suffragants sont ceux d'Agen, d'Aire et Dax, de Bayonne, Lescar et Oloron et de Périgueux et Sarlat. 
L'archevêque de Bordeaux porte le titre, aujourd'hui honorifique, de primat d'Aquitaine.

La cathédrale Saint-André de Bordeaux, église-mère de l'archidiocèse.

## Histoire

### Antiquité
Dans l'Empire romain, Bordeaux (Burdigala) est le chef-lieu de la cité des Bituriges Vivisques. À partir du règne d'Auguste, elle fait partie de la province de Gaule aquitaine, dont, après Saintes, elle devient le chef-lieu au cours du Ier siècle. Au IVe siècle, après la division des provinces augustéennes par Dioclétien et Constantin, elle est le chef-lieu de l'Aquitaine seconde.
Selon la tradition, l'évangélisation de Bordeaux et de sa région commence au IIIe siècle avec saint Martial de Limoges et ses deux compagnons, saint Alpinien et saint Austriclinien. Le plus ancien vestige chrétien retrouvé à Bordeaux date de 260 : il s'agit de l’épitaphe d’une femme originaire de Trèves
Le premier évêque de Bordeaux dont l'existence soit attestée est un certain Oriental, connu pour avoir assisté en 314 au premier concile d'Arles, concile qui a lieu l'année suivant l'édit de Milan de Constantin qui fait du christianisme une religion licite dans l'Empire. 
Le diocèse dirigé par les évêques de Bordeaux correspond au territoire de la cité des Bituriges Vivisques. Il est contigu au diocèse de Saintes (cité des Santons) et au diocèse de Bazas/Cossium (cité des Vasates). On estime que dans l'ensemble, le diocèse n'a pas subi de changement jusqu'à la Révolution française (constitution civile du clergé en 1790 et concordat de 1801). 
Étant donné que Bordeaux est un chef-lieu de province, son évêque est métropolitain (archevêque) des évêques d'Aquitaine seconde. L'archidiocèse de Bordeaux compte au départ cinq diocèses suffragants : Agen, Angoulême, Périgueux, Poitiers et Saintes. Au sud, les évêques de Bazas, Dax, etc. relèvent de l'archevêque d'Eauze (province d'Aquitaine troisième). Au nord, Nantes et Angers, etc. relèvent de l'archevêque de Tours (province de Lyonnaise troisième).

### Moyen Âge et époque moderne
Le nombre de diocèses suffragants est porté à neuf en 1317 du fait de la création des diocèses de Condom (démembré du diocèse d'Agen), de Sarlat (du diocèse de Périgueux), de Luçon et de Maillezais (du diocèse de Poitiers). 
En 1648, est créé un nouveau diocèse, La Rochelle (démembré du diocèse de Saintes), qui absorbe le diocèse de Maillezais, de sorte que le nombre de suffragants reste de neuf. 
Ce découpage reste inchangé jusqu'à la Révolution française.

### Époque contemporaine
Une des premières grandes réformes de l'Assemblée nationale constituante de 1789 est la création des départements au début de 1790. en juillet 1790, la constitution civile du clergé fait des évêques et des curés des fonctionnaires rétribués par l'État et aligne les diocèses sur les départements. Cette réforme, rejetée par le pape et par une fraction importante du clergé, aboutit à une crise religieuse (période de la déchristianisation) qui ne va être réglée qu'après l'avènement de Napoléon Bonaparte comme Premier Consul (1798) et la conclusion avec le pape du concordat de 1801.
Le diocèse de Bordeaux correspond désormais au département de la Gironde et le diocèse de Bazas est officiellement supprimé en 1802. Il réapparait symboliquement en 1937 lorsqu'il est inclus dans la titulature de l'archevêque de Bordeaux, évêque de Bazas.

### Histoire récente (depuis 2001)
De 2001 à 2019, l'archidiocèse est dirigé par Jean-Pierre Ricard, fait cardinal en 2006. Le 1er octobre 2019, le pape François ayant accepté la démission pour raison d'âge du cardinal Ricard de sa charge d'archevêque de Bordeaux, sans nommer de successeur, le diocèse entre dans une période dite de « vacance du siège épiscopal », qui prend fin six semaines plus tard avec la nomination de Jean-Paul James.
En ce qui concerne les diocèses suffragants, un changement important a lieu en 2002, à la suite d'une réorganisation visant à mieux coller aux régions administratives. Les diocèses d'Angoulême, de La Rochelle et Saintes, de Poitiers, de Limoges et de Tulle sont détachés de l'archidiocèse de Bordeaux pour rejoindre l'archidiocèse de Poitiers, nouvellement créé. En revanche, les diocèses d'Aire et Dax et de Bayonne, Lescar et Oloron, détachés de l' archidiocèse d'Auch, sont rattachés à celui de Bordeaux. C'est toujours la situation actuelle, dans laquelle l'archidiocèse de Bordeaux correspond à l'ancienne région Aquitaine.
En ce qui concerne le diocèse de Bordeaux (département de la Gironde), il est divisé en dix zones, les ensembles pastoraux du Bassin d'Arcachon, de Bordeaux centre, de Bordeaux boulevards, du Médoc, de Bordeaux ouest, du Sud Gironde, de Bordeaux rive droite, des Hauts de Gironde, de Bordeaux sud et des Rives de la Dordogne et de l'Isle.
Par manque de vocations (cinq candidats en 2019), le séminaire de Bordeaux, ouvert depuis 1901, ferme ses portes en septembre 2019. Les aspirants au sacerdoce doivent désormais étudier au séminaire de Toulouse.

## Lieux importants du diocèse de Bordeaux (Gironde)

### Abbayes
- Abbaye de Sainte-Croix (Sancta Crux Burdegalensis) : Fondée par Clovis II[4].
- Abbaye de La Sauve-Majeur (Silva Major) : fondée par saint Gérard de Corbie[4].
- Abbaye de Blaye (Blavia ) : fondée avant 1080[4].
- Abbaye de Guîtres (Aquistrae )[4].
- Abbaye de Bonlieu (Bonus Locus, Risus Agni) : fondée en 1141[4].
- Abbaye de Faize (Faizia ) : fondée en 1137[4].

### Basiliques
- Basilique Saint-Seurin de Bordeaux
- Basilique Saint-Michel de Bordeaux

## Listes

### Évêques notables originaires du diocèse de Bordeaux (Gironde)
- Cardinal Jean-Louis Tauran, né à Bordeaux, président du Conseil pontifical pour le dialogue interreligieux (mort le 5 juillet 2018)
- Claude Dagens, né à Caudéran, évêque d'Angoulême
- André Marceau, né à Cérons, évêque de Perpignan
- François Bacqué, né à Bordeaux, nonce apostolique au Sri Lanka (en), puis en République dominicaine (en) et en Porto Rico (en) et enfin aux Pays-Bas (en), archevêque in partibus de Gradisca (de) (mort le 9 novembre 2023)

## Divers

### Usage du Missel romain de 1962
Le 22 novembre 2007, le cardinal-archevêque de Bordeaux Jean-Pierre Ricard a présidé la cérémonie d'ordination de cinq prêtres de l'Institut du Bon-Pasteur selon la forme de 1962 du rite romain par le cardinal Darío Castrillón Hoyos, envoyé spécial de Benoît XVI. La cérémonie a lieu en l'église Saint-Éloi de Bordeaux. Ces nouveaux prêtres se destinaient à la célébration de la forme 1962 du rite romain uniquement en l'église Saint Éloi.
La Fraternité Sacerdotale Saint Pierre est installée à Talence en l'église Saint Bruno et l'Institut du Christ Roi Souverain Prêtre dans la chapelle du village d'Auros. Pendant presque deux ans entre 2012 et 2014, les chanoines de l'ICRSP célébraient également une messe à Blaye le dimanche soir.
Des messes dans la forme de 1962 sont parfois célébrées sur le secteur du bassin d Arcachon

### Outils de communication
Depuis fin 2012, le diocèse de Bordeaux s'est doté de nouveaux outils de communication. Le journal officiel du diocèse L'Aquitaine, fondé en 1864, a cessé de paraître en décembre 2012. Vendu sur abonnement, il était distribué à quelque 1 600 exemplaires, deux fois par mois. Depuis janvier 2013, un nouveau mensuel, Église catholique en Gironde, est tiré à 25 000 exemplaires et distribué gratuitement à l'ensemble des paroisses du diocèse.
Le diocèse de Bordeaux a dans le même temps développé sa présence sur le web. La nouvelle version de son portail a ainsi été lancée le 24 novembre 2012, jour de la Saint-André, patron du diocèse. 
Un réseau de sites web associés au portail du diocèse de Bordeaux se développe également depuis fin 2012. De nombreux sites ou blogs de services et mouvements d'Église ou de secteurs pastoraux sont également présents sur le Web sans être sous la même arborescence que le portail diocésain.

### Élan missionnaire
Le diocèse mise beaucoup aujourd'hui sur des actions missionnaires dans une optique de nouvelle évangélisation et d'annonce de la Parole. À titre d'exemple, en 2009, il met en place un parcours missionnaire de quatre ans. La première année est consacrée à la lecture des Actes des Apôtres, les suivantes à des grands chantiers de réflexion sur des thèmes variés, les dernières à des chantiers et initiatives missionnaires. Le parcours s'accompagne de deux lettres pastorales rédigées par l'archevêque de Bordeaux, le cardinal Ricard.

### Le synode diocésain de 2015-2018
Le 13 décembre 2015, le cardinal Jean-Pierre Ricard, archevêque de Bordeaux, a ouvert un synode diocésain, sur le thème de « la formation de disciples-missionnaires ». Dans une lettre aux diocésains, il explique cette décision « Ma décision de convoquer un synode aujourd’hui est motivée par deux raisons : 1) Une conviction de fond sur l’importance de la pratique synodale pour la vie de l’Église. 2) Un discernement sur les besoins pastoraux de notre Église aujourd’hui ».
Le 20 mai 2018, en la fête de Pentecôte, le cardinal Jean-Pierre Ricard promulgue les Actes synodaux pour l'Église catholique en Gironde. Ceux-ci donnent une série d'orientation pour les années à venir autour de trois axes : disciples du Christ, disciples en communauté et disciples en sortie.

### La question des abus sexuels
Gérard Mercury est un prêtre pédophile condamné une première fois en 1991 à 18 mois de prison après des agressions sexuelles dans le diocèse de Fréjus-Toulon. Puis après avoir purgé sa peine il est déplacé dans le diocèse de Bordeaux où il récidive. Il est alors condamné à quatre ans de prison en septembre 2001,. Jean Rouet, vicaire général du diocèse de Bordeaux, indique : « Je le confesse avec honte. À cette époque, les responsables des diocèses invitaient d'autres diocèses à accueillir un prêtre, sans leur dire quoi que ce soit sur son passé. Nous-mêmes, ici à Bordeaux, n'avons pas posé de questions. C'était une naïveté coupable ».
L'abbé Silviano Bernabé Uribe, de la Fraternité sacerdotale Saint-Pie-X (FSSPX) est condamné en septembre 2004 à un an de prison avec sursis pour des agressions sexuelles sur une majeure et une mineure de treize ans. Il était alors directeur d’une école hors-contrat de la FSSPX à Bordeaux. Bernabé Uribe a fait appel de cette décision et a perdu le 19 mai 2005, puis s’est pourvu en Cassation, où la Cour a rejeté son pourvoi le 26 avril 2006,.
En février 2022, Jean-Paul James, archevêque de Bordeaux, signe un protocole avec les procureurs des parquets de Bordeaux et de Libourne afin que toutes les infractions sexuelles commises par des membres de l'Église leur soient transmises.
En novembre 2022, Jean-Pierre Ricard , archevêque émérite de l'archidiocèse de Bordeaux, avoue « s'être conduit de façon répréhensible avec une jeune fille de 14 ans » quand il était prêtre à Marseille,,. Jean-Paul James exprime sa « grande compassion à la personne victime concernée ».

### Cartographie
- Carte du diocèse de Bordeaux, avant 1790, en ligne sur Gallica
- Berland, Carte générale de l'ancien diocèse de Bordeaux, 1786, en ligne sur le site HTBA (Histoire et tradition du bassin d'Arcachon [orientation inhabituelle : ouest en bas de page)
- Charle et Dumortier, Diocèse de Bordeaux, Paris, 1827, en ligne sur Gallica